# Xing Zihao
Xing Zihao (chinesisch 邢子豪, Pinyin Xíng Ziháo; * 6. November 2004) ist ein chinesischer Snookerspieler aus Jinhua. Er spielte ab 2023 zwei Jahre lang als Profi auf der World Snooker Tour.

## Karriere
Xing Zihao war ein erfolgreicher Jugendspieler in seiner Heimat und spielte schon mit 14 Jahren bei internationalen Turnieren, kam aber häufig nicht über die Gruppenphase hinaus. Bei der U18-Weltmeisterschaft 2019 kam er einmal bis ins Viertelfinale. Nachdem er 2021 bei der chinesischen Qualifikation zur Profitour in der ersten Runde mit 0:4 verloren hatte, entschloss er sich zum Training an der neu gegründeten International Billiards Academy in Yushan in Ostchina. 2023 unternahm er einen erneuten Anlauf in der CBSA-Qualifikation. Im ersten Turnier scheiterte er an He Guoqiang, im zweiten Turnier schlug er He mit 4:0 und sicherte sich anschließend mit einem umkämpften 4:3 gegen Ex-Profi Lei Peifan die Zugehörigkeit zur Profitour in den Spielzeiten 2023/24 und Saison 2024/25.
Bereits bei seinem ersten Turnier, der Championship League, gelang ihm mit 3:1 über Ryan Thomerson sein erster Profisieg. Beim Wuhan Open brachte ihn ein 5:4-Sieg über Michael White in Runde 3. Im Anschluss kam er bei den Northern Ireland Open sogar bis ins Achtelfinale. Danach folgten aber viele Auftaktniederlagen und nur noch einzelne Siege, bspw. bei der Weltmeisterschaft ein 10:6 über Michael Holt. Dies setzte sich saisonübergreifend fort. Erst bei den Scottish Open im Dezember 2024 gelangen ihm wieder zwei Siege in Folge, dann profitierte er vom Ausstieg von Ronnie O’Sullivan und ein weiterer Sieg über Dean Young brachte ihn zum zweiten Mal in ein Achtelfinale. Als 78. der Weltrangliste hatte er eine schlechte Ausgangsposition vor der abschließenden Weltmeisterschaft und ein einziger Sieg gegen Alexander Ursenbacher war zu wenig, um seine Tourzugehörigkeit durch Erreichen der Top 64 zu sichern.